# مسجد عیدگاه (کاشغر)
مسجد عیدگاه (اویغوری: هییتگاه مه‌سچیتی; چینی: 艾提尕尔清真寺; پین‌یین: Ài Tí Gǎ Ěr Qīng Zhēn Sì) یک مسجد تاریخی واقع در کاشغر، در سین‌کیانگ چین است.